# Майщине
Майщине (лит. Maišinė, пол. Mejszynka) — деревня в Лентварском старостве, в Тракайском районе Вильнюсского уезда Литвы. Располагается в 6 км от Кариотишек. Ныне деревня безлюдна.

## Физико-географическая характеристика
Деревня Майщине располагается в 6 км на севере от Кариотишек, на севере граничит с деревней Восилюкай, на востоке — с Молувенай, на западе — с Аукштейи-Сямянюкяй, на юге — с Саусяй. Бо́льшую часть деревни сегодня покрывают леса, через Майщине проходит небольшая река Майщине. Также деревня не насчитывает ни одной улицы.

## История
Под названием Mejszynka деревня упоминается на Польских картах 1925 и 1933 годов.

## Население
| 1931                           | 1959 | 1970 | 1979 | 1989 | 2001 | 2011 |
| ------------------------------ | ---- | ---- | ---- | ---- | ---- | ---- |
| 19                             | 21   | 12   | 7    | 0    | 0    | 0    |
| Гистограмма динамики населения |      |      |      |      |      |      |